# Predanovci
Predanovci (mađarski: Rónafő) je naselje u slovenskoj Općini Puconcima. Predanovci se nalazi u pokrajini Prekomurju i statističkoj regiji Pomurju. 

## Stanovništvo
Prema popisu stanovništva iz 2002. godine naselje je imalo 189 stanovnika.